# Dragonfly (svemirska letjelica)
Dragonfly je planirana američka svemirska sonda. U biti je X8 oktokopter, veličine kompaktnog gradskog automobila. Sonda je sasvim autonomna i radi na nuklearni pogon. Namjeravaju u NASI poslužiti se istim sustavom s rovera Curiosityja na Marsu. Misija s Dragonfly ima odredište Titan, najveći prirodni satelit planeta Saturna. Više je razloga zašto je izabran, a među njima je pretpostavka o postojanju organskih molekula na površini. Premda se ne može razviti život iz tih molekula zbog prehladnih uvjeta na Titanu, ipak mogu znanstvenicima dati bitan prinos kako je počeo život na Zemlji. Sondi Dragonfly namjeravaju uprogramirati zadaću letjeti naokolo iznad površine Titana te povremeno slijetati kako bi prikupljala uzorke tla i slati podatke nazad na Zemlju. Titanova atmosfera većinom od dušika omogućava izvrsne uvjete letovima iznad površine, jer je vrlo gušća od Zemljine ali znatno slabije gravitacije od Zemljine. Projekt za ovu misiju vrijedi milijardu dolara i odobren je ljeta 2019. godine. Očekuje se da će ju se lansirati sa Zemlje 2026. godine te sletiti na površinu Titana 2034. godine, gdje bi u razdoblju od dvije godine Dragonfly izveo seriju letova.